# Hospital materno nacional de Dublín
El Hospital materno nacional de Dublín (en irlandés: An tOspidéal Náisiúnta Máithreachais; en inglés: National Maternity Hospital) se localiza en la calle Holles, en Dublín, es el mayor hospital de maternidad en Irlanda.
El hospital ofrece servicios a más de 10.000 bebés por año. Es el centro de referencia nacional para los embarazos complicados, prematuros y recién nacidos enfermos. El edificio principal del hospital en la calle Holles se remonta a la década de 1930, pero el complejo ha visto poca expansión sustancial en el último medio siglo, mientras que el número de nacimientos, ha aumentado en un 50 por ciento en las últimas dos décadas. 
En mayo de 2013 se anunció que el hospital se trasladaría al lugar del Hospital Universitario de San Vicente, en el parque Elm, Blackrock. 
Entre sus trabajadores más famosos se encontraba Elizabeth O'Farrell, comadrona y revolucionaria irlandesa. Trabajó en el hospital antes de su participación en el Alzamiento de Pascua, en la que, entre otras cosas, entregó la rendición del bando irlandés al General William Lowe.